# كارل ك. راسموسن
كارل ك. راسموسن (بالإنجليزية: Carl C. Rasmussen)‏ هو رجل دين وسياسي أمريكي، ولد في 12 مايو 1901 في تايلر في الولايات المتحدة، وتوفي في 14 نوفمبر 1952 في بربانك في الولايات المتحدة.